# Maksim Dubarenka
Maksim Iharawitsch Dubarenka (belarussisch Максім Ігаравіч Дубарэнка; auch Maxim Dubarenco; * 24. Juni 1993 in Chișinău, Republik Moldau) ist ein ehemaliger moldauisch-belarussischer Tennisspieler.

## Karriere
Dubarenka spielte von 2007 bis 2011 auf der ITF Junior Tour unter der Flagge von Moldau. Während dieser Zeit gewann er jeweils sechs Titel im Einzel und Doppel, darunter auch je einen der Kategorie Grade 1, der zweithöchsten Kategorie. 2011 nahm er an allen vier Grand-Slam-Turnieren teil. Im Einzel schied er jeweils in der ersten Runde aus, im Doppel zog er gemeinsam mit seinem ukrainischen Stammpartner Wladyslaw Manafow ins Halbfinale der French Open ein. Bei den US Open erreichten sie sogar das Finale, das sie gegen die Deutschen Robin Kern und Julian Lenz verloren. In der Junioren-Rangliste erreichte Dubarenka Platz 19 als höchste Notierung.
Seine Profikarriere begann Dubarenka 2012, obwohl er bereits 2011 auf der ITF Future Tour zwei Doppeltitel gewonnen hatte. 2012 sicherte er sich seinen ersten Einzeltitel sowie drei weitere Doppeltitel, wodurch er jeweils die Top 600 der Weltrangliste erreichte. Im Jahr 2013 folgten zwei Einzeltitel und vier Doppeltitel, wodurch er sich weiter verbesserte und erste Einsätze auf der ATP Challenger Tour erhielt. Beim Turnier in Tampere erreichte er das Viertelfinale, nachdem er unter anderem die Nummer 110 der Welt, Rubén Ramírez Hidalgo, besiegt hatte. Im August 2013 erreichte Dubarenka mit Platz 401 sein Karrierehoch im Doppel.
Zwischen 2014 und 2015 gewann Dubarenka insgesamt neun weitere Future-Titel, darunter fünf im Einzel. Trotz dieser Erfolge konnte er sich nicht entscheidend im Ranking verbessern. 2015 erreichte er beim President’s Cup in Astana erneut ein Viertelfinale auf der Challenger Tour. Zu diesem Zeitpunkt hatte er sich entschieden, für den belarussischen Tennisverband zu spielen. Kurz darauf erreichte er im Einzel mit Rang 260 sein Karrierehoch.
2016 beendete Dubarenka seine Karriere, wobei er in diesem Jahr noch zwei Future-Einzeltitel und ein weiteres Challenger-Viertelfinale in Qarshi erreichte. Insgesamt gewann er 23 Titel auf der Future Tour, davon 13 im Doppel.
Für die moldauische Davis-Cup-Mannschaft spielte Dubarenka zwischen 2009 und 2014 in neun Begegnungen. Seine Bilanz dort lautet 7:10.